# Hyloxalus mittermeieri
Espèce
Synonymes
- Colostethus mittermeieri Rivero, 1991

Statut de conservation UICN

 DD  : Données insuffisantes
Hyloxalus mittermeieri est une espèce d'amphibiens de la famille des Dendrobatidae.

## Répartition
Cette espèce est endémique de la province de Bellavista dans la région de San Martín au Pérou. Elle se rencontre à Venceremos vers 1 620 m d'altitude sur le versant Est de la cordillère Centrale.

## Description
Les mâles mesurent de 15,30 à 19,0 mm et les femelles de 19,35 à 29,25 mm.

## Étymologie
Cette espèce est nommée en l'honneur de Russell Alan Mittermeier.

## Publication originale
- Rivero, 1991 : New Colostethus (Amphibia, Dendrobatidae) from South America. Breviora, no 493, p. 1-28 (texte intégral).